# Södra Länsmansvattnet
Södra Länsmansvattnet är en sjö i Krokoms kommun i Jämtland och ingår i Indalsälvens huvudavrinningsområde. Sjön har en area på 0,199 kvadratkilometer och ligger 767,3 meter över havet. Södra Länsmansvattnet ligger i Gråberget-Hotagsfjällen Natura 2000-område.

## Delavrinningsområde
Södra Länsmansvattnet ingår i det delavrinningsområde (711134-144713) som SMHI kallar för Utloppet av Södra Länsmansvattnet. Medelhöjden är 785 meter över havet och ytan är 1,78 kvadratkilometer. Det finns inga avrinningsområden uppströms utan avrinningsområdet är högsta punkten. Vattendraget som avvattnar avrinningsområdet har biflödesordning 3, vilket innebär att vattnet flödar genom totalt 3 vattendrag innan det når havet efter 291 kilometer. Avrinningsområdet består mestadels av skog (68 procent) och kalfjäll (16 procent). Avrinningsområdet har 0,27 kvadratkilometer vattenytor vilket ger det en sjöprocent på 15,4 procent.